# Tonya (film)
Tonya (I, Tonya) è un film del 2017 diretto da Craig Gillespie.
Il film, di produzione statunitense, sceneggiato da Steven Rogers, è incentrato sulla controversa vita della pattinatrice su ghiaccio Tonya Harding, interpretata da Margot Robbie, protagonista nel 1994 di uno dei più grossi scandali sportivi degli Stati Uniti d'America. La storia è narrata tramite segmenti di interviste ai protagonisti e ricostruzioni dei fatti.

## Trama
Nata a Portland, nell'Oregon, a soli quattro anni Tonya Harding viene instradata da sua madre LaVona a una carriera nel pattinaggio artistico: LaVona è una donna truce e violenta, che non le dimostra il minimo affetto né apprezzamento per il suo notevole talento. Nel corso di un'infanzia e un'adolescenza difficili, Tonya diventa un'eccellente pattinatrice, ma - essendo priva di grazia e gareggiando con discutibili costumi fatti in casa - non riesce a sfondare. A 15 anni conosce Jeff Gillooly e pochi anni dopo lo sposa per poter scappare dai frequenti e atroci abusi di LaVona. Tuttavia anche il matrimonio si rivelerà molto turbolento, e Jeff inizierà presto a picchiarla.
Dopo l'ennesimo cattivo piazzamento in una gara, Tonya licenzia la sua storica coach Diane Rowlinson e assume al suo posto Dody Teachman.
Durante i campionati mondiali di pattinaggio di figura del 1991 esegue correttamente un triplo axel, divenendo la prima donna statunitense e la seconda in assoluto a riuscirci; tuttavia nelle successive gare, anche a causa della tensione causata dalle violenze di Jeff, sbaglia tutti gli atterraggi e alle Olimpiadi invernali del 1992 si qualifica solo al quarto posto, subito dietro a Nancy Kerrigan, sua principale rivale.
Il matrimonio naufraga e Tonya, sconfitta e disillusa, lascia il pattinaggio e torna a Portland, dove lavora come cameriera. Diane la rintraccia e le propone di allenarla nuovamente per le Olimpiadi invernali del 1994. Intanto Tonya cerca di recuperare il rapporto con LaVona, ma questa rifiuta, rinfacciandole di essere stata lei, con i suoi abusi, a renderla una campionessa, e di non aver mai ricevuto gratitudine per questo.
Tempo dopo Tonya e Jeff tornano insieme. Durante un allenamento, Tonya riceve una lettera minatoria: vedendo come la ragazza ne sia rimasta sconvolta, Jeff inizia a pensare di spaventare nello stesso modo Nancy Kerrigan, e si rivolge perciò al suo amico Shawn Eckhardt. Questi, alla ricerca di prestigio e notorietà, invece di attenersi al piano originario ingaggia due maldestri sicari perché aggrediscano la Kerrigan e le spezzino un ginocchio. L'aggressione avviene, ma i due inetti si fanno ben presto catturare; l'FBI arriva altrettanto presto a Shawn, che si era vantato di essere l'artefice del misfatto. Questi indica Jeff come mandante dell'aggressione. Mentre intorno a lei esplode lo scandalo, Tonya si qualifica nella squadra olimpica statunitense; realizzando che in breve la polizia la riterrà complice del marito, la ragazza si reca all’FBI e lo accusa a sua volta di essere il responsabile per l'attacco alla Kerrigan; Jeff, una volta letta la deposizione di Tonya, l’accusa di aver sempre saputo dell'aggressione e di non aver fatto nulla per impedirla. Dopo un drammatico confronto, i due si lasciano per sempre.
Tonya diventa il bersaglio di un vero e proprio circo mediatico e i mass media la seguono a casa e durante gli allenamenti; LaVona si reca a casa sua e le offre conforto, dicendole per la prima volta quanto sia orgogliosa di lei; tuttavia, mentre l’abbraccia, Tonya scopre un registratore nella sua tasca: la donna era stata mandata lì dai poliziotti per estorcerle una confessione. Jeff, Shawn e i due sicari vengono condannati al carcere, mentre il processo per Tonya viene rimandato a dopo le Olimpiadi. Durante la gara olimpica Tonya è emotivamente sconvolta e sbaglia tutte le figure, nonostante la giuria le conceda più tempo per sistemare un laccio rotto dei pattini. Si classifica ottava, mentre la Kerrigan ottiene il secondo posto. Si celebra il processo e Tonya, pur non incarcerata, viene condannata a una pena molto severa che prevede anche la squalifica a vita dal pattinaggio. Tonya implora il giudice di rivedere la sentenza, poiché proibirle di pattinare equivale a una condanna all'ergastolo ma non ottiene alcuno sconto di pena.
Tonya non rivedrà mai più Jeff e LaVona. L’ex marito, una volta libero, cambierà nome e si farà una vita con una nuova famiglia, ma nell'intervista ammette di aver mandato in rovina la carriera di Tonya. Quest'ultima, suo malgrado famosa nella maniera sbagliata, tenterà una carriera nella boxe per poi diventare a sua volta madre.

## Produzione
Il 14 giugno 2016 è stato riportato che Craig Gillespie avrebbe diretto il film, mentre Steven Rogers ha scritto la sceneggiatura, il quale, per la scrittura di essa, è stato ispirato da un documentario sul pattinaggio sul ghiaccio che menzionava la Harding.

### Casting
Il 21 marzo 2016 Margot Robbie entrò nel cast per interpretare Tonya Harding. L'attrice, che ha anche co-prodotto il film, non si rese immediatamente conto che la sceneggiatura era basata su fatti reali fino a quando non finì di leggerla; in più, per prepararsi alle scene di pattinaggio, la Robbie si dovette allenare per ben 4 mesi. Le reali pattinatrici Heidi Munger e Anna Malkova hanno contribuito come controfigure della protagonista, mentre Sarah Kawahara è stata allenatrice e coreografa.
La produzione però non fu in grado di trovare una pattinatrice controfigura della Robbie che potesse eseguire un triplo axel, cosa che è stata quindi creata dagli effetti speciali.
Il 12 dicembre 2016 Miramax Films ha acquistato i diritti per la distribuzione del film in America. Il 13 dicembre 2016 Sebastian Stan entra nel cast nel ruolo di Jeff Gillooly, l'ex marito della Harding, mentre due giorni dopo si è unita al cast anche Allison Janney per interpretare la madre della  protagonista, LaVona Harding: in particolare quest'ultima ha detto che il personaggio di LaVona è stato uno dei ruoli più difficili da interpretare della sua carriera, e ha anche aggiunto, dopo la proiezione del film al Toronto International Film Festival, che: "Penso che LaVona fosse in realtà una donna molto intelligente, molto articolata [...] Non stava scherzando, non ha mai scherzato, e non voleva che [Tonya] si distraesse perché teneva alle sue ambizioni [...] Voleva che [Tonya] sapesse che sarebbe stato un duro lavoro." Poi Allison Janney per il suo lavoro si è aggiudicata Oscar e Golden Globe alla miglior attrice non protagonista.
Il 9 gennaio 2017 entra nel cast anche Paul Walter Hauser, nel ruolo di Shawn Eckhardt, e nello stesso mese si uniscono anche Julianne Nicholson, Caitlin Carver, Mckenna Grace e Bojana Novaković nei ruoli rispettivamente di Diane Rawlinson, Nancy Kerrigan, Tonya Harding da bambina e Dody Teachman.

### Riprese
Le riprese del film sono cominciate a fine gennaio del 2017 a Macon, Georgia.

## Colonna sonora
Alcune delle canzoni presenti nel film venivano realmente ascoltate da Tonya Harding, come Sleeping Bag dei ZZ Top. Altre sono state scelte dal supervisore della musica Susan Jacobs: brani degli anni ‘70, tra cui The Chain dei Fleetwood Mac e Goodbye Stranger dei Supertramp, provengono da un’era in cui la musica era “potente, piena e calda” e lei ha sentito che tracce rock si inserivano bene nella pellicola. La critica Emily Manning commentò che canzoni come Free Your Mind delle En Vogue e Barracuda delle Heart hanno creato “un interessante parallelismo tra l’audacia e la tenacità di Tonya”. Il film termina con la cover di The Passenger da parte dei Siouxsie and the Banshees, una scelta condivisa dalla Manning.
Una colonna sonora è stata pubblicata l’8 dicembre 2017 dalla Milan Records, e ha compreso sia canzoni di vari artisti usati dal film che brani originali.

## Distribuzione

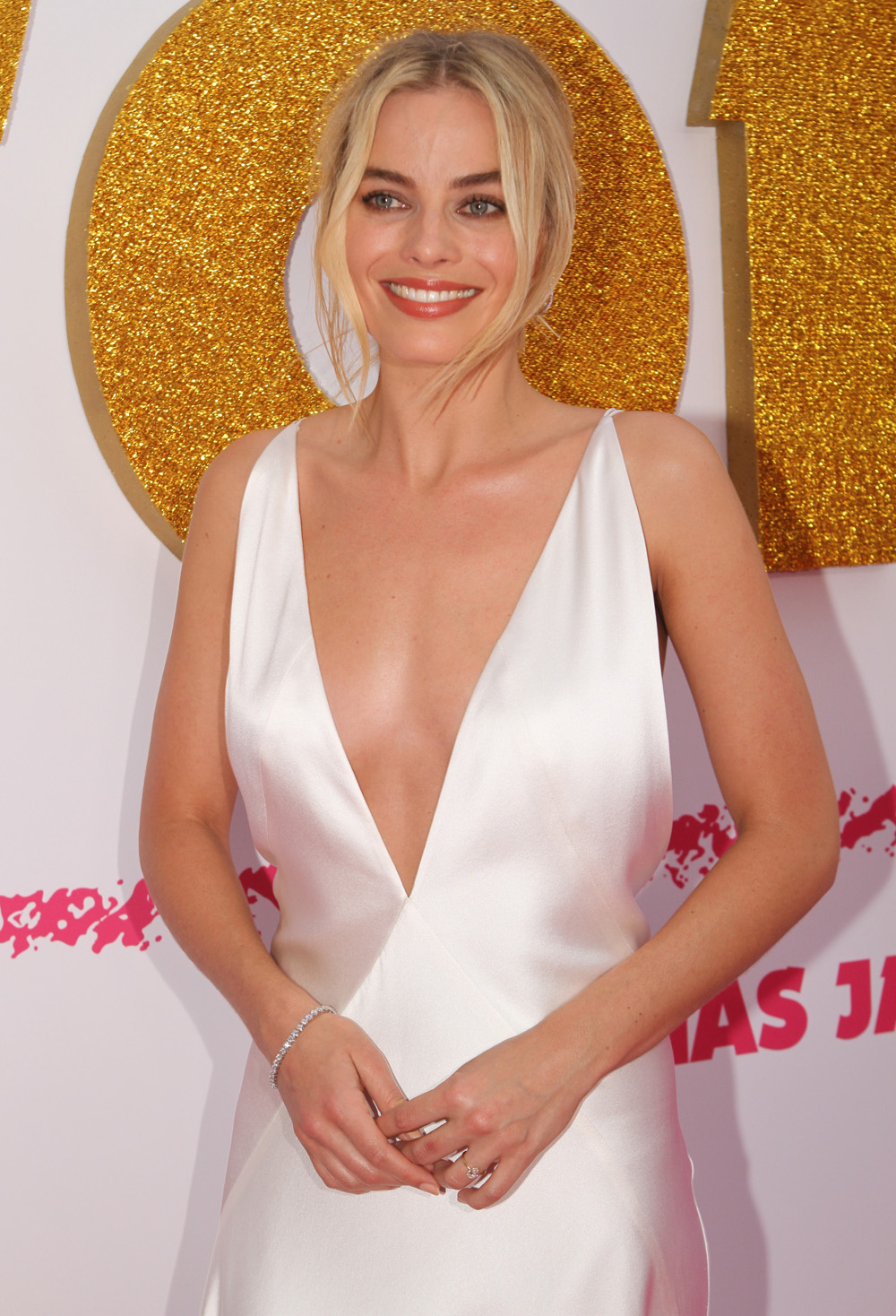
Margot Robbie durante la première del film a Sidney

Il film è stato presentato in anteprima mondiale al Toronto International Film Festival, dove ha ottenuto il secondo posto nel premio del pubblico. Poco dopo, Neon ha acquisito diritti per la distribuzione statunitense del film, battendo le offerte di Netflix e Lionsgate. È stato distribuito nelle sale cinematografiche statunitensi l'8 dicembre 2017 e in quelle italiane dal 29 marzo 2018.

Il film è uscito in Blu-ray e DVD il 13 marzo 2018.

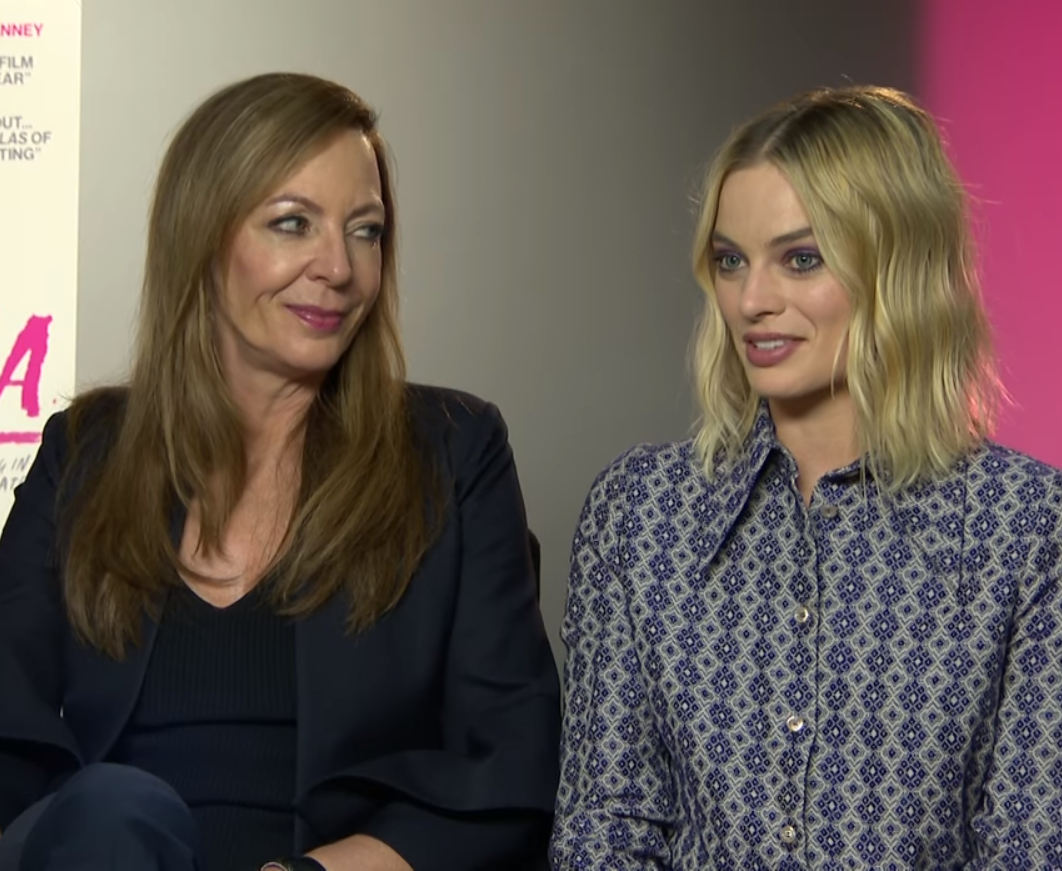
Allison Janney e Margot Robbie promuovendo il film

## Accoglienza

### Incassi
Tonya ha incassato $ 30 milioni in Nord America e $ 23,9 milioni nel resto del mondo, per un totale complessivo di 53,9 milioni di dollari.

### Critica
Il film è stato accolto molto positivamente dalla critica: sul sito web Rotten Tomatoes il film riceve l'89% delle recensioni professionali positive, con un voto medio di 7,8/10, basato su 266 recensioni, mentre su Metacritic ha un punteggio medio ponderato di 77 su 100, basato su 10 critiche.

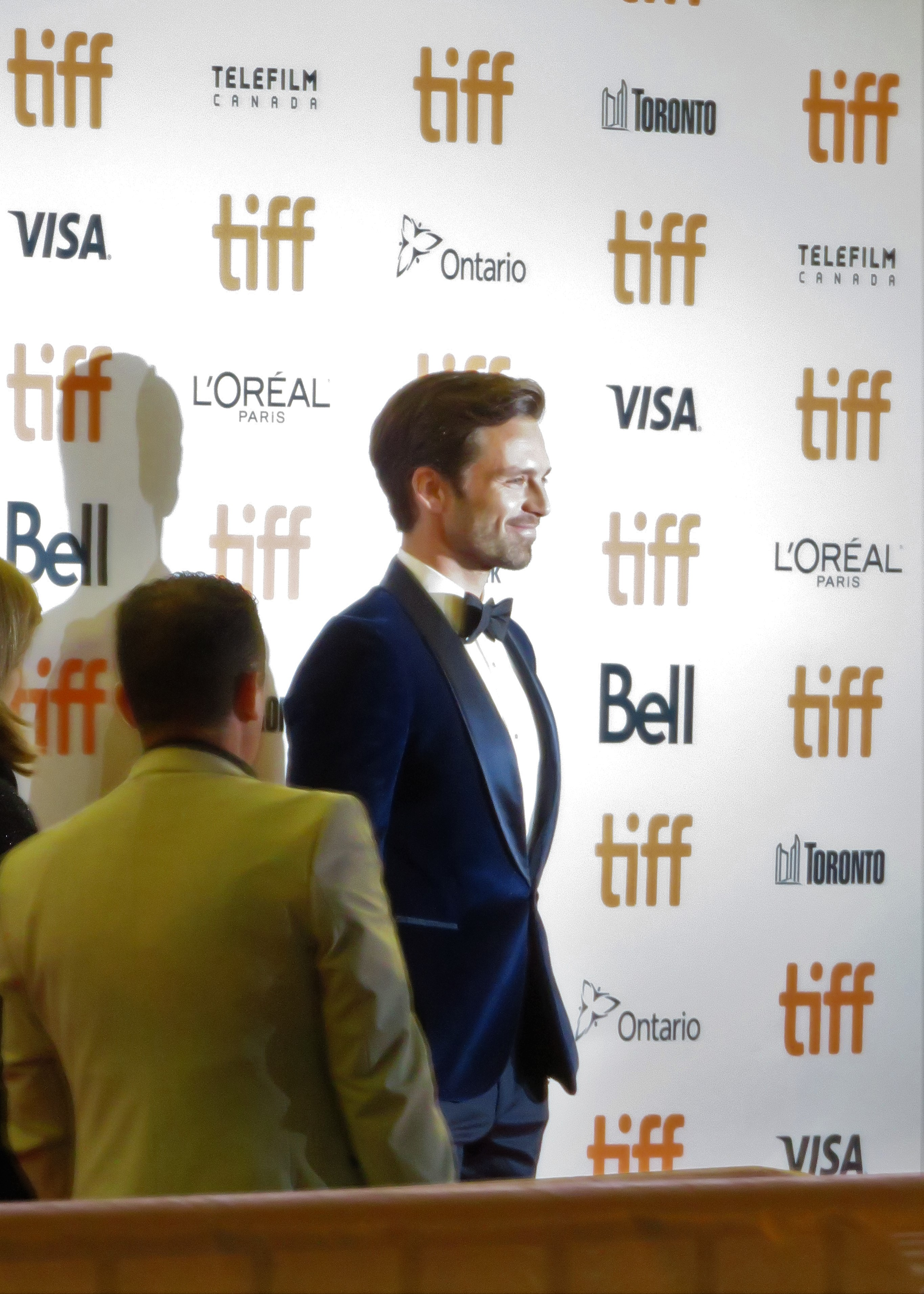
Sebastian Stan alla premiere del film al Toronto Film Festival 2017

Christy Lemire, giornalista per Roger Ebert, ha definito il film "un irresistibile, schiumoso miscuglio di gelosia, competizione e lotta di classe, fortificato da potenti interpretazioni ed un’inaspettata risonanza emozionante". Peter Travers del Rolling Stone ha elogiato il misto di divertimento e dolore presente nella pellicola; anche Vulture ha lodato la recitazione della Robbie, definendola un progresso per la sua carriera.
Ty Burr, scrivendo per il The Boston Globe, ha considerato il film uno dei più sorprendenti dell’anno, ma ha criticato il modo con cui è stata gestita l’eccessiva attenzione mediatica ricevuta dalla Harding.
Per il New Yorker, Richard Brody ha disprezzato la vena troppo comica con la quale è stata raccontata la vita iniziale della protagonista, un’opinione condivisa anche da Jean Hannah Eldestein del The Guardian.
Anche altri critici hanno completamente stroncato il film, accusandolo di aver modificato la storia della Harding in modo da renderla apprezzabile al pubblico.

## Riconoscimenti
- 2018 – Premio Oscar
  - Miglior attrice non protagonista ad Allison Janney
  - Candidatura alla migliore attrice a Margot Robbie
  - Candidatura al miglior montaggio a John Axelrad e Lee Haugen
- 2018 – Golden Globe[38]
  - Miglior attrice non protagonista ad Allison Janney
  - Candidatura al miglior film commedia o musicale
  - Candidatura alla miglior attrice in un film commedia o musicale a Margot Robbie
- 2018 – BAFTA[39]
  - Miglior attrice non protagonista ad Allison Janney
  - Candidatura alla miglior attrice protagonista a Margot Robbie
  - Candidatura alla miglior sceneggiatura originale a Steven Rogers
  - Candidatura ai migliori costumi a Jennifer Johnson
  - Candidatura ai migliori trucco e acconciatura a Deborah La Mia Denaver e Adruitha Lee
- 2018 – Screen Actors Guild Award
  - Miglior attrice non protagonista cinematografica ad Allison Janney
  - Candidatura alla miglior attrice protagonista cinematografica a Margot Robbie
- 2017 – Gotham Independent Film Awards[40]
  - Candidatura al miglior film
  - Candidatura alla miglior attrice protagonista a Margot Robbie
- 2017 – Hollywood Film Awards[41][42]
  - Premio alla miglior attrice non protagonista ad Allison Janney
  - Premio al miglior cast
- 2018 – Critics' Choice Awards[43]
  - Miglior attrice in un film commedia a Margot Robbie
  - Miglior attrice non protagonista ad Allison Janney
  - Candidatura al miglior film commedia
  - Candidatura alla miglior attrice a Margot Robbie
  - Candidatura al miglior trucco a Deborah La Mia Denaver e Adruitha Lee
- 2018 – AACTA Awards[44]
  - Miglior attrice internazionale a Margot Robbie
  - Miglior attrice non protagonista internazionale ad Allison Janney
  - Candidatura al miglior regista internazionale a Craig Gillespie
- 2018 – Independent Spirit Awards[45]
  - Miglior attrice non protagonista ad Allison Janney
  - Miglior montaggio a Tatiana S. Riegel
  - Candidatura alla miglior attrice protagonista a Margot Robbie
- 2018 – Satellite Award[46]
  - Candidatura al miglior film
  - Candidatura alla miglior attrice a Margot Robbie
  - Candidatura alla miglior attrice non protagonista ad Allison Janney